# Цесарцы
Цеса́рцы, или це́сарцы, — принятое в России XVII—XIX веках наименование подданных Священной Римской империи германской нации (то есть практически всех немцев и австрийцев). Происходит от лат. caesar (император), в германизированном варианте кайзер, в русском — цесарь. Согласно Беле Фогараши, войска, подчинённые германскому императору, именовались в России «цесарцами» уже в 1698 году.
В более позднее время термин претерпел изменение, и относился уже не ко всем немцам, а преимущественно к австрийцам и другим подданным Австрийской монархии:

Немцем называют у нас всякого, кто только из чужой земли, хоть будь он француз, или цесарец, или швед — всё немец.— Н.В.Гоголь, «Вечера на хуторе близ Диканьки»

На юге чехов и венгров зовут цесарцами.— В.И.Даль, «Толковый словарь живого великорусского языка»

Если бы не Суворов, то бы цесарцы были на голову разбиты. Турки побиты русским имянем. Цесарцы уже бежали, потеряв пушки, но Суворов поспел и спас.— А.В.Суворов о битве при Рымнике, письмо императрице Екатерине II, 1789 год

Бабы отправляют свои торги, мной сказанные, даже и в ретраншаменте, когда цесарцы бывают там на карауле.— Лебедев П.С. «Князь Павел Дмитриевич Цицианов»
Также це́сарцами или венгерцами русский народ называл бродячих мелочных торговцев (по национальности большей частью словаков, подданных Австро-Венгрии), продававших товары, особенно лекарства, в поместьях и городах.